# Église Saint-Paul de Vitry-sur-Seine
L'église Saint-Paul de Vitry-sur-Seine est une église paroissiale située sur la commune de Vitry-sur-Seine.

## Historique

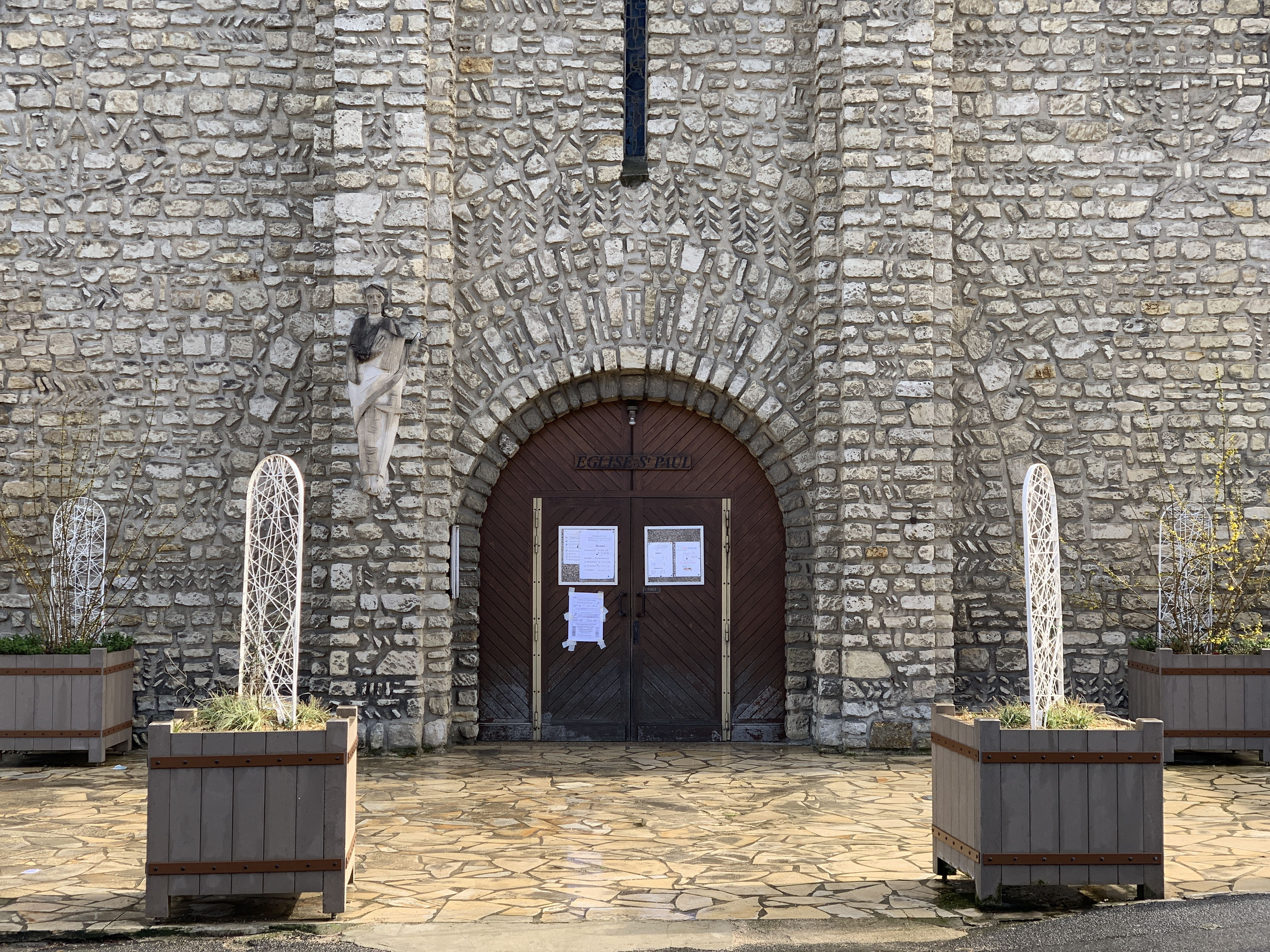
Église Saint Paul - Vitry-sur-Seine.

À cet emplacement se trouvait dans les années 1930, une cabane en bois qui servait de locaux pour le patronage.
La construction d'une chapelle fut décidée par l'Œuvre des Chantiers du Cardinal. La première pierre a été bénie par Monseigneur Touzet, évêque auxiliaire de Paris, le 12 juillet 1938.
Elle fut érigée en paroisse le 2 octobre 1955.
En juillet 1976, un incendie a détruit la voûte qui fut par la suite reconstruite.